# Sandpapper

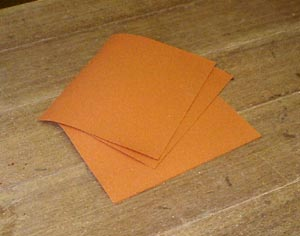
Sandpapper

Slippapper är en speciell typ av, med slipkorn belagt, papper som används vid slipning. Kornen i slippapper finns i olika storlekar, där större korn ger grövre slipning.
Beteckningen sandpapper avser slippapper med sand (kvarts eller flinta) som slipmaterial.
Slippapper används huvudsakligen vid förbehandling (färgborttagning, uppruggning av ytor och bortslipning av ojämnheter) av arbetsstycken av trä, metall och plast före ytbehandling.
Slippapper är uppbyggda av tre beståndsdelar, slipmaterial, rygg och bindemedel.
Slipmaterialet består av naturliga eller konstgjorda mineral. De naturliga är kvarts, flinta och smärgel. Bland konstgjorda slipmaterial märks aluminiumoxid och kiselkarbid. De naturliga slipmineralerna ersätts alltmer av de konstgjorda.
Slipkornen framställs genom krossning och sorteras i olika kornstorlekar som har samma nummer som raster som används vid sorteringen. Lägsta nummer ger grövsta korn och högsta nummer finaste korn inom serien 16–1200. De i handeln vanligaste kornstorlekarna ligger i spannet 60–600.
Slipkornen sprids tätt eller glest på ryggen beroende på användningsområde. Den vanligaste spridningen är tät men för sliptillämpningar som har benägenhet att snabbt fylla papperet används gles spridning.
Slippapperets rygg kan bestå av papper eller väv, en kombination av dessa eller av fiber beroende på vad den enskilda tillämpningen kräver.
Slippapper levereras i ark eller rullar samt i speciella format direkt avsedda för olika typer och fabrikat av slipmaskiner.
Tidigare angavs ett sandpappers grovlek ofta med en skala från 0–5. Där 5 stod för det grövsta pappret och 0 stod för det finaste pappret. Idag är det vanligast att grovleken anges i form av kornstorlek, till exempel 40 korn (P40), vilket räknas som ett grovt sandpapper. Eller 180 korn (P180), vilket räknas som ett fint sandpapper. Siffran betyder att kornen på sandpappret kan passera genom ett nät som har detta antal maskor i kvadrat per kvadrattum. Ett nät som på varje kvadrattum har 40x40=1600 maskor, används för att sila de korn som sitter på ett sandpapper med grovleken 40 korn. Om man istället tar ett nät som är så finmaskigt att nätet på varje kvadrattum har 180x180=32 400 maskor. De sandkorn som klarar av att passera genom detta nät används för att tillverka sandpapper med grovleken 180 korn (P180).

## Smärgelduk

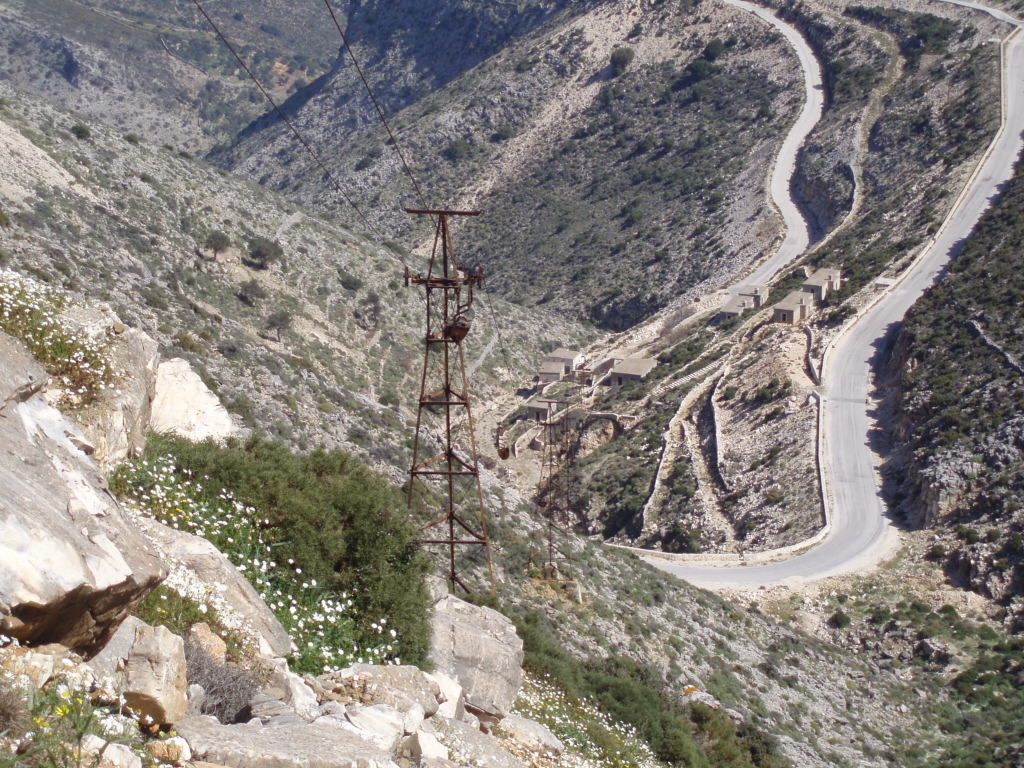
Smärgelgruva på Naxos

Smärgelduk är en typ av sandpapper med smärgel (naturkorund) för finputsning av framförallt metalldetaljer. 